# Kymco
Kymco (Kwang Yang Motor Co, Ltd (кит. 拼音, Guāng Yáng Gōng Yè) — тайваньский производитель скутеров, мотоциклов и квадроциклов. Головной офис и основное производство расположено в городе Гаосюн, Тайвань.

## История
История компании Kymco началась в 1963 году, с момента создания на территории Тайвань сборочного завода японской компании Honda. На сегодняшний день ассортимент продукции включает в себя ряд мототехники собственной разработки и производства: скутеры и максискутеры с объёмами двигателей от 50 до 700 см3, лёгкие мотоциклы с объёмами двигателей от 125 до 250 см3, а также ряд утилитарных и спортивно-утилитарных квадроциклов с объёмами двигателей от 50 до 500 см3.
Компания ведёт активное сотрудничество с другими известными фирмами, поставляет свою OEM-продукцию для некоторых моделей итальянской кампании Malaguti, осуществляет разработки скутеров для корейской компании Daelim, осуществляет сборку своих квадроциклов MXU 250 и MXU 400 4x4 под маркой Arctic Cat.
В настоящее время заводы и центры исследования и разработки компании находятся в 6 странах мира. Совокупная производительность компании составляет более 6 000 000 единиц в год. Продукция Kymco продаётся более чем в 80 странах мира: в Западной и Восточной Европе, США, Канаде, Австралии и Новой Зеландии, многих странах Азии и Африки.

## Продукция

### Скутеры
- 150XLS
- Activ 50/125
- Agility 50/125
- Agility City A/C 125/150
- Bet & Win 50/125/150/250
- Caro 100
- Cherry 50/100
- Cobra Cross 50
- Cobra Racer 50/100
- Dink 50 A/C
- Dink L/C
- Dink/Yager 125
- Dink 150/200
- DJ 50 S
- Ego 125
- Espresso 150
- Filly 50LX
- Grand Dink (Grand Vista, Frost) 50/125/150/250
- Heroism 125/150-豪漢
- Like 50/125
- Miler 125
- Movie XL 125/150
- People 50/125/150/250
- People S 50/125/200
- Sento
- Sooner 100
- Super 8
- Super 9
- Top Boy 50 On/Off Road
- Vitality 50
- Vivio 125
- Xciting 250/300/300 Ri/500/500 Ri
- Yager 125
- Yager GT 50
- Yager GT 125
- Yager GT 200i
- Yup 50/250
- ZX 50

### Мотоциклы
- Activ 110/125
- Cruiser 125
- Grand King 125/150
- Hipster 125 4V (H/Bar и L/Bar)
- Hipster 150
- KTR/KCR 125/150
- Pulsar/CK 125
- Pulsar Luxe 125
- Quannon
  - Kymco Quannon 125/150/150 Fi
  - Kymco Quannon Naked 125
- Spike 125
- Stryker 125/150
- Venox 250
- Zing 125/150
- zf 200
- zf 50

### ATV
- KXR 90/250
- Maxxer 300 / 450i
- Mongoose KXR250
- MXer 50/125/250
- MXU 50/150/250/300/500/500IRS
- UXV 500